# Колона Мадама (Авелино)
Колона Мадама је насеље у Италији у округу Авелино, региону Кампанија.
Према процени из 2011. у насељу је живело 44 становника. Насеље се налази на надморској висини од 307 м.